# Yerney Pinillo
Rafael Yerney Pinillo Ocoró (Buenaventura, Valle del Cauca, em 1987) é um oficial da reserva da Polícia Nacional Colombiana e o segundo cavalheiro da Colômbia como parceiro da vice-presidente Francia Márquez.Ele é o segundo homem e o primeiro afro-colombiano a ocupar este cargo.
Pinillo é o primeiro parceiro de fato de um vice-presidente colombiano, e seu papel tem sido bem diferente do de seus antecessores. Ele acompanhou o vice-presidente em diversas viagens ao exterior.